# Jan Sedláček (politik ČSS)
Jan Sedláček (1920 – 11. ledna 1979) byl český a československý politik Československé strany socialistické a poslanec Sněmovny národů Federálního shromáždění za normalizace.

## Biografie
K roku 1971 a 1976 se profesně uvádí jako předseda JZD.
Ve volbách roku 1971 zasedl do české části Sněmovny národů (volební obvod č. 42 - Náchod, Východočeský kraj). Mandát obhájil ve volbách roku 1976 (obvod Náchod). Ve FS setrval do své smrti roku 1979. Pak místo něj nastoupil Miroslav Fassati.